# Stavsjön, Västergötland
Stavsjön är en sjö i Ale kommun i Västergötland och ingår i Göta älvs huvudavrinningsområde. Sjön är 14,3 meter djup, har en yta på 0,4 kvadratkilometer och befinner sig 133,9 meter över havet. Sjön ligger i vildmarksområdet Risveden.

## Delavrinningsområde
Stavsjön ingår i det delavrinningsområde (644608-130050) som SMHI kallar för Ovan 645009-130036. Medelhöjden är 134 meter över havet och ytan är 16,52 kvadratkilometer. Det finns inga avrinningsområden uppströms utan avrinningsområdet är högsta punkten. Vattendraget som avvattnar avrinningsområdet har biflödesordning 3, vilket innebär att vattnet flödar genom totalt 3 vattendrag innan det når havet efter 105 kilometer. Avrinningsområdet består mestadels av skog (84 %). Avrinningsområdet har 1,19 kvadratkilometer vattenytor vilket ger det en sjöprocent på 7,2 %.